# Royal Highness (альбом)
Royal Highness — дебютний студійний альбом американського реп-рок гурту Kottonmouth Kings. Реп на платівці читають Saint Dog, D-Loc і Daddy X. Пісня «Bump» посіла 28-ту сходинку Hot Modern Rock Tracks. Ранні версії CD містили 18-ий трек «Pimp Twist». «Suburban Life» потрапила до саундтреку «Крик 2», у стрічці її можна почути у короткому фраґменті.
Буклет містить висловлювання Спайка Ксав'єра з гурту Corporate Avenger, при цьому автором зазначено Corprit Avenger. «Dog's Life» увійшла до саундтреку «Lost & Found», на неї існує відеокліп. Пісню також використали у грі для PlayStation Test Drive 6 (1999). Тривалісь кожної композиції на задній обкладинці зазначено як 4:20 (420 — термін, що використовується в північноамериканській наркотичній субкультурі для позначення популярного часу куріння марихуани).
Автори всіх пісень: Kottonmouth Kings, крім «Bump»: Kottonmouth Kings, Джозеф Бішара, Марко Форкоун та «Dog's Life»: Kottonmouth Kings, Роджер Міллер, Спайк Ксав'єр. Альбом посів 17-ту позицію чарту Top Heatseekers 15 січня 2000.

## Список пісень
| №  | Назва                          | Запрошені гості | Тривалість |
| -- | ------------------------------ | --------------- | ---------- |
| 1  | «Bong Tokin' Alcoholics»       |                 | 3:59       |
| 2  | «Play On»                      |                 | 4:53       |
| 3  | «Suburban Life»                |                 | 3:36       |
| 4  | «Life Ain't What It Seems»     |                 | 3:45       |
| 5  | «So High»                      |                 | 4:19       |
| 6  | «Big Hoss»                     |                 | 2:59       |
| 7  | «Spies»                        | Humble Gods     | 3:51       |
| 8  | «Bump»                         |                 | 4:13       |
| 9  | «Dog's Life»                   | Dog Boy         | 4:26       |
| 10 | «Misunderstood»                |                 | 3:21       |
| 11 | «Dirt Slang»                   |                 | 2:34       |
| 12 | «What's Your Trip?»            |                 | 3:53       |
| 13 | «High Society»                 |                 | 3:40       |
| 14 | «Psychedelic Funk»             | Dog Boy         | 4:58       |
| 15 | «Me & My Skate»                |                 | 4:33       |
| 16 | «Discombobulated»              | Dog Boy         | 4:10       |
| 17 | «Planet Budtron»               |                 | 5:26       |
| 18 | «Pimp Twist» (прихований трек) |                 | 4:35       |

## Учасники
- Saint Dog, D-Loc, Daddy X: вокал
- DJ Bobby B: тернтейбліст, вокал
- Pakelika: гайпмен